# Piedra de Aserrí

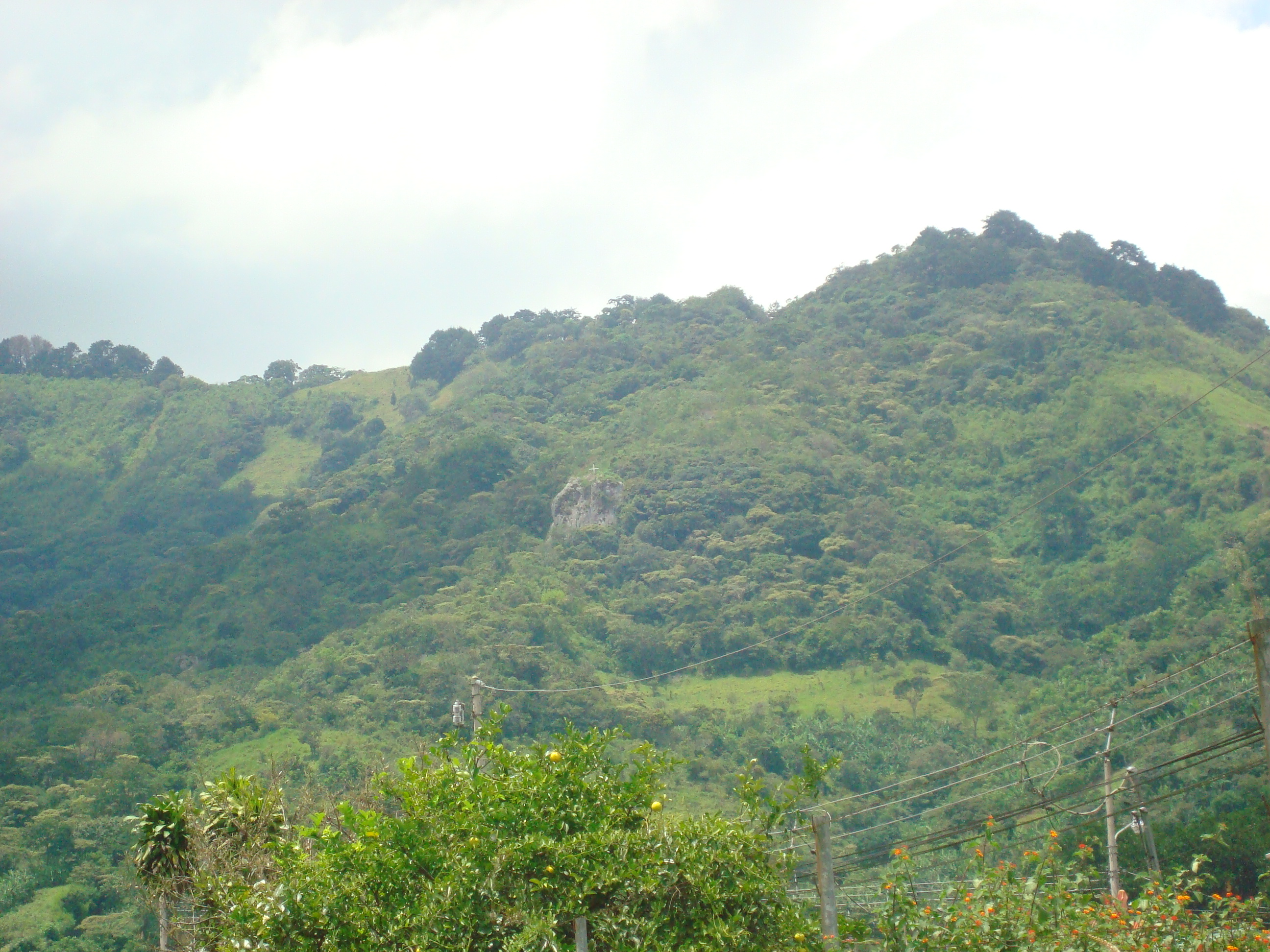
La piedra de Aserrí.

La piedra de Aserrí es una formación geológica localizada en los cerros de Bustamante. Se encuentra ubicada en el cantón de Aserrí, en la provincia de San José, Costa Rica. 

## Ubicación geografíca
La famosa piedra está ubicada en los cerros al oeste del cantón Aserrí, colindando con los cerros de Alajuelita y Escazú.
La Piedra de Aserrí es un formación rocosa de más de 100 metros de altura. Para llegar a la Piedra de Aserrí se tiene que subir por el barrio de Cinco Esquinas hasta el barrio de las Mercedes y caminar entre 30 y 45 minutos montaña arriba por un sendero en medio de cafetales y campos destinados a la agricultura. Una vez allí, el visitante tiene un estupenda vista de todo el valle central de San José; incluyendo los volcanes Irazú en Cartago y el Poás y el Barva en Alajuela y Heredia respectivamente.

## Leyenda
La Piedra de Aserrí está asociada también a la leyenda de la Bruja Zárate, pues en sus laderas yace una cueva donde supuestamente vivió la bruja, incluso en su parte frontal se aprecia una especie de puerta que según dice la leyenda la bruja abre al ser medianoche. Aunque popularmente se cree que dicha cueva se conecta por túneles con el cantón de Escazú (el otro sitio donde es famosa la leyenda de la bruja Zárate), en realidad no existen estudios geológicos que lo confirmen.

## Actualmente
En la actualidad, La Piedra de Aserrí es un escenario para la práctica de deportes extremos, pues muchas personas practican allí la escalada y el descenso de rocas. Además, La Piedra de Aserrí ha sido un lugar de reunión de amigos y de paseos familiares pues para las fechas festivas es común ver grupos de amigos o familiares ponerse en camino a la misma con su mochila de comida al hombro. La Piedra tiene también una cruz de metal que se divisa desde barrios más céntricos como lo son Cinco Esquinas, las Mercedes, y el mismo centro de Aserrí. 
A través del paso del tiempo la Piedra de Aserrí ha sido un mudo testigo de los cambios que ha sufrido el cantón de Aserrí; así como de los distintos cambios generacionales que han sucumbido ante su imponente presencia. La Piedra de Aserri, sin lugar a dudas, es y será punto de referencia de la cultura y el folklore del cantón aserriceño.
- Datos: Q6075279
- Multimedia: Piedra de Aserrí / Q6075279